# Ajdna
Ajdna, tudi Ajdna nad Potoki (1064 mnm), je skalna vzpetina na južnem pobočju gore Stol v Karavankah. Upravno spada v Občino Žirovnica. Z vrha je dobro viden severni del Ljubljanske kotline, Zgornjesavske doline z Jesenicami, Bleda, Mežakle, Julijskih Alpe in Stola.  Vzhodna, severna in delno južna stena prepadno padajo v Zgornjesavsko dolino, vsi dostopi na vrh so vsaj v zgornjem delu precej strmi. Južna pobočja so zelo topla, kar se vidi tudi po rastlinstvu, na grebenu in na skalnih mestih uspeva črni bor (Pinus nigra). Na Ajdno se je mogoče povzpeti iz vasi Potoki, doline Završnice ali Koroške Bele. 
Vzpetina je znana po svojem arheološkem najdišču na vrhu, izkopavanja so se začela leta 1973. Arheološko najdišče je bilo leta 2011 razglašeno za kulturni spomenik državnega pomena.

## Zgodovina
Na skalnem vrhu in grebenu vzpetine se nahaja istoimensko arheološko najdišče. Najstarejša poselitev je na podlagi najdbe kamnite sekire datirana v 3. in 2. tisočletje pr. n. št. Ponovno je bil hrib na samem vrhu poseljen v pozni antiki.  
Na Ajdni je bila naselbina v pozni antiki, sodeč po ostankih iz časa po razpadu rimskega cesarstva (v 5. in 6. stoletju), na višku obstoja, in je kot višinska postojanka služila dolinskim prebivalcem, da so se umaknili pred migracijami germanskih in slovanskih plemen. Zaradi svoje lege je bil vrh idealen za nastanek branjenega naselja. Ajdna je med tovrstnimi najdišči s 1046 mnm v Sloveniji najvišje ležeče najdišče. Najdišče se nahaja na dveh terasah, povezuje jih greben. 
Ajdna je bila ponovno naseljena v 9. stoletju. Odkriti so bili ostanki frankovske in slovanske vojaške opreme (ostroga, okov za nož, pasne spone) ter nakit.

## Izkopavanja
Arheološka izkopavanja so se začela leta 1973. Najdeni so bili ostanki zgodnjekrščanske enoladijske cerkve in okrog 25 stanovanjskih stavb. V cerkvi so izkopali enajst grobov, a noben ne velja za glavnega. Cerkev je imela prostor za vernike in prostor za duhovnike. Prizidana ji je bila vhodna lopa – narteks, kasneje pa še manjši dvodelni prostor na severni strani, morda krstilnica. Hiše so bile delno vklesane v skalo. Glede na drobne najdbe so se prebivalci ukvarjali s poljedelstvom (železni srp, lemež), živinorejo (škarje za striženje ovac) in železarstvom. O stikih z germanskimi priseljenci pričajo germanska keramična posoda in vzhodnogotski srebrnik iz let 534 in 536. Naselbina je bila opuščena v 2. polovici ali na koncu 6. stoletja. Nekateri objekti so bili konservirani in so odprti javnosti na ogled.
V Gorenjskem muzeju v Kranju je razstavljenih več izkopanin, med drugim lončevina, nakit in orožje.
- Ajdna iz ptičje perspektive.